# Omala
Omala (Grieks: Ομαλά) is een deelgemeente (dimotiki enotita) van de gemeente (dimos) Kefalonia, in de Griekse bestuurlijke regio (periferia) Ionische Eilanden. De plaats telt 7836 inwoners.